# Râul Bordul, Cerna
Râul Bordul este un curs de apă, afluent al râului Cerna. 